# Décimo Aburio Baso
Décimo Aburio Baso (en latín, Decimus Aburius Bassus) fue un senador romano de finales del siglo I, que desarrolló su carrera política bajo Nerón y la dinastía Flavia.

## Carrera
Su único cargo conocido fue el de consul suffectus entre los meses de septiembre y octubre de 85, bajo Domiciano.